# Bardaskan

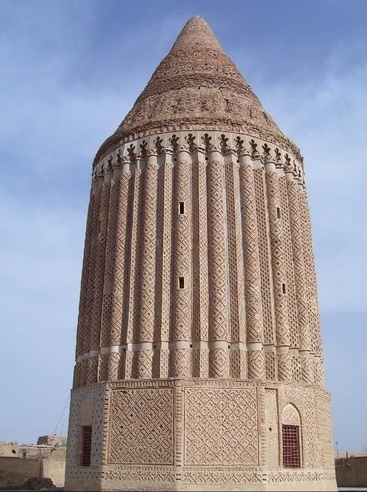
Aliabad-Turm

Firuz Abad Turm

Bardaskan (persisch بردسكن; auch als Badar Askan, Badr Eshkand, Bardāskan, Bardāskand, Bardeshkand, Bardeskan und Būdraskān bekannt) ist Hauptort des Bardaskan-Distriktes der iranischen Provinz Razavi-Chorasan. Laut Volkszählung 2006 bestand die Bevölkerung aus 23.142 Personen und 5.960 Familien.
In der Nähe der Stadt steht der Firuzabad-Turm (persisch برج فیروزآباد), ein Turm aus der Seldschuken-Ära. Er wurde als 91. Denkmal in die Liste der iranischen Nationalmonumente aufgenommen.